# Kabinet-Chin A Sen II
Het kabinet-Chin A Sen II was een Surinaams kabinet onder leiding van premier Henk Chin A Sen, van 15 augustus 1980 tot 4 februari 1982. Het kabinet was de opvolger van Kabinet-Chin A Sen I. Chin A Sen was sinds dit kabinet niet alleen premier maar ook president van Suriname.

## Chin A Sen als premier
Op 15 maart 1980, ruim twee weken na de Sergeantencoup, die Desi Bouterse en diens militaire raad aan de macht had gebracht, werd Henk Chin A Sen minister-president van Suriname. De benoeming van de niet politiek actieve Chin A Sen kwam als een verrassing. Chin A Sen vormde een links kabinet waarin ook twee leden van de Nationale Militaire Raad (NMR) zitting hadden. Spoedig na zijn aantreden werd duidelijk dat hij streefde naar terugkeer naar de democratie en de inperking van de macht van de NMR.

## Samenstelling
In januari 1981 vonden diverse kabinetsherschikkingen plaats, waarbij ministeries werden opgedeeld en ministers werden vervangen. De samenstelling van het kabinet, met de mutaties daarop, was als volgt:
| Ministerie                              | Minister / mutatie                      | Opmerking / Datum mutatie               |
| --------------------------------------- | --------------------------------------- | --------------------------------------- |
| Algemene Zaken                          | Henk Chin A Sen                         | tevens premier                          |
| Arbeid                                  | Henk Illes / Errol Alibux               | 23 januari 1981                         |
| Binnenlandse Zaken                      | Frank Leeflang                          |                                         |
| Buitenlandse Zaken; en Justitie         | André Haakmat / Harvey Naarendorp       | tevens vicepremier, tot 10 januari 1981 |
| Economische Zaken                       | Marcel Chehin / Imro Fong Poen          | 6 januari 1981                          |
| Financiën                               | Marcel Chehin / André Telting           | 6 januari 1981                          |
| Jeugd, Sport en Cultuur                 | André Kamperveen                        |                                         |
| Landbouw, Veeteelt, Visserij en Bosbouw | Albert van Dijk / Franklin Vreden       | 19 juni 1981                            |
| Leger en Politie                        | André Haakmat / Laurens Neede           | 29 januari 1981                         |
| Onderwijs                               | Harold Rusland                          |                                         |
| Opbouw                                  | Herman Adhin / Henk Dahlberg            | 19 juni 1981                            |
| Openbare Werken en Verkeer              | Nazier Ataoellah                        |                                         |
| Sociale Zaken en Volkshuisvesting       | Siegmien Power-Staphorst / Errol Alibux | 22 oktober 1980                         |
| Volksgezondheid                         | Henk Illes / Badrissein Sital           | 29 juli 1981                            |

Na de installatie van de eerste ministersploeg volgden nog veel veranderingen. André Telting werd de nieuwe minister van Financiën (6 januari 1981 tot 31 maart 1982), Franklin Vreden kwam op Landbouw, Veeteelt, Visserij en Bosbouw (19 juni 1981 tot 31 maart 1982), Henk Dahlberg kwam op Opbouw (19 juni 1981 tot 31 maart 1982), Harvey Naarendorp op Justitie en Buitenlandse Zaken (29 april 1981 tot 31 maart 1982), Laurens Neede kreeg een grotere verantwoordelijkheid als minister van Leger en Politie (29 april 1981 tot 31 maart 1982), Imro Fong Poen kwam op Economische Zaken (6 januari 1981 tot 3 februari 1984), Badrissein Sital kwam op Volksgezondheid (29 juli 1981 tot 31 maart 1982) en Leeflang kreeg naast Binnenlandse Zaken ook Districtsbestuur en Milieubeheer (15 maart 1980 tot 31 maart 1982).

## Problemen tussen Chin A Sen en de NMR
Door de interne problemen binnen de Nationale Militaire Raad (die uiteindelijk leidden tot een interne coup van Bouterse binnen de NMR) kon Chin A Sen zijn macht aanvankelijk versterken. Maar toen de NMR de zaken weer op orde had gesteld, brak er een ernstig conflict uit tussen Chin A Sen en Bouterse (1981) over de te voeren koers. Bouterse streefde naar een maatschappij op socialistische en revolutionaire grondslag waarbij de NMR op de achtergrond aan de touwtjes zou trekken, terwijl Chin A Sen naar het herstel van de democratie streefde. Een door Chin A Sen ingediende ontwerpgrondwet werd in 1981 door de NMR afgewezen, waarna de spanningen tussen de regering en de militairen verder opliepen.
Het verjaardagsfeest van Chin A Sen, 18 januari, in het presidentieel paleis, werd door zijn aanhangers gebruikt als demonstratie tegen de macht van de NMR.
Op 4 februari 1982 trad Chin A Sen af, nadat Bouterse en hij het niet eens waren geworden over de besteding van de (Nederlandse) ontwikkelingshulp en de ontwerpgrondwet. Later ging Chin A Sen in ballingschap in Nederland en voerde hij oppositie tegen het militaire regime in Suriname.